# Édit de Compiègne
Lire en ligne

Texte sur Wikisource

L'édit de Compiègne est un édit royal promulgué par Henri II le 24 juillet 1557 en son château de Compiègne, condamnant à la peine de mort les Protestants qualifiés de « sacramentaires » récidivistes et obstinés, ceux allant à Genève ou qui y ont publié des livres, les blasphémateurs, iconoclastes, profanateurs d'images, coupables de prédications illégales ou ceux participant à des rassemblements religieux interdits, publics ou privés.

## Présentation
Après l'édit de Fontainebleau de 1540 et l'édit de Châteaubriant de 1551, c'est le troisième d'une série de peines de plus en plus sévères contre les manifestations du protestantisme en France, ayant pour but l'extirpation de la Réforme. En augmentant les enjeux, qui devenaient désormais littéralement des questions de vie ou de mort, l'édit a eu pour effet de précipiter la longue crise religieuse en France et d'accélérer le déclenchement de la guerre civile entre les armées rassemblées sur la base de la religion, la série des guerres de religion, qui ne furent réglées que par l'édit de tolérance d'Henri IV : l'édit de Nantes en 1598.
La source de la « contagion », comme le disent les pamphlétaires de la cour, était Genève, où Jean Calvin, d'origine française, obtint une suprématie religieuse incontestée en 1555. La même année l'Église réformée française s'organisa lors d'un synode à Paris, non loin de la résidence royale au Louvre. Lors de la paix d'Augsbourg, signée la même année en Allemagne, le concept essentiel était le cuius regio eius religio, « dont la région, sa religion ». En d'autres termes, la religion du roi ou d'un autre dirigeant serait la religion du peuple. Les petits princes d'Allemagne ont été autorisés à dicter la religion de leurs sujets, et il est venu à être senti comme une marque de faiblesse que le roi de France ne pouvait pas le faire : « Un roi, une foi » deviendrait le cri de ralliement du parti ultra-catholique de la faction des Guise.
Le Parlement de Paris était profondément divisé sur ces questions. Lorsque le roi s'est adressé au Parlement pour son avis formel au préalable sur les meilleurs moyens de punir et d'éradiquer l'hérésie, les voix modérées du président Séguier et du conseiller du Drac se sont élevées contre le nouvel édit proposé (comme inutile) et se sont spécifiquement opposées à l'introduction d'une inquisition en France, innovation qui semblerait contourner la justice du roi, dévolue au parlement.
Le préambule de l'édit de Compiègne, comme les précédents, faisait remarquer l'inefficacité des tribunaux à agir contre les « hérétiques », à cause de la mauvaise volonté ou de l'indulgence des juges. L'édit a sanctionné un bref papal qui a établi une cour d'Inquisition en France, bien que le Parlement tarde à agir sur lui, et il a été annulé en avril 1558. Pour l'instant, il hésitait même à reprendre l'édit : « Le dernier jour de 1557, la gens du roi se plaignait à nouveau que la cour n'avait toujours pas délibéré sur le dernier édit du roi (Compiègne), « présenté il y a quatre mois ». Ils sous-estimaient le cas: l'édit avait été présenté le 24 juillet 1557 et enregistré en janvier 1558.
Mais, les premiers effets de l'édit avaient déjà des conséquences. Le 4 septembre 1557, une foule en colère avait fait irruption dans une réunion calviniste qui se tenait dans une maison privée de la rue Saint-Jacques à Paris. Ils ont trouvé des nobles et des fonctionnaires royaux, des artisans respectés, des femmes et des enfants. 132 personnes ont été arrêtées et jetées en prison. Le 14 septembre, trois d'entre eux, dont une noble veuve, périssent publiquement sur un bûcher dressé sur la  place Maubert, à Paris.